# نخستین جنگ بوئر
نخستین جنگ بوئر (آفریکانس: Eerste Vryheidsoorlog) جنگی از ۱۶ دسامبر ۱۸۸۰ تا ۲۳ مارس ۱۸۸۱ بین پادشاهی متحد بریتانیا و بوئرهای استان ترانسفال (که در زمان حکم‌رانی بریتانیا به‌عنوان جمهوری آفریقایی جنوب شناخته می‌شدند) بود. این جنگ موجب دست‌یابی بریتانیا به‌تأسیسات جمهوری آفریقایی جنوب گردید.